# Chaupicruz
Chaupicruz fue una parroquia urbana que abarcaba gran parte de la zona noreste de la ciudad de Quito, capital de Ecuador. Limitaba al norte con la parroquia de Cotocollao, al sur con Benalcázar, al este con el volcán Pichincha y al oeste con El Inca. Su antiguo territorio es ocupado por las actuales parroquias de Cochapamba, La Concepción y la parte norte de Rumipamba.

## Etimología
El origen etimológico de la palabra "Chaupicruz" proviende de la hibridación entre el quichua y el español, donde chaupi significa centro; como consecuencia en español significaría "El centro de la cruz".

## Historia
Chaupicruz fue un sector dentro de las 5 lenguas de la ciudad de Quito, en dirección norte, por donde pasaba el Camino Real (Hoy Av. de la Prensa). Allí habitaron  grupos indígenas de llantayos de importancia y también se formaron allí desde épocas de la colonia haciendas que abastecían con productos de subsistencia y grandes lecherías, manadas de ovejas, colmenas de abejas, viveros de árboles de ocal (eucaliptus), desde la época de la colonia hasta hace 30 años.
En excavaciones  realizadas en el proyecto llamado Florida en una de las 5 lomas de la hacienda Chaupicruz -Osorio se han encontrado vestigios antiguos que datan la ocupación humana en ese sector hace más de 1500 años, del período Formativo.  La cultura "Chaupicruz" pertenece al pueblo  de los Anansayas, tratado en las obras de Jacinto Jijón y Caamaño como "El camino de la Sal". Alcanzó gran apogeo hacia el siglo V. Los arqueólogos apuntan hacia vestigios últimos encontrados y que, con las nuevas excavaciones se pueda  dar una verdadera formación social anterior a la llegada de los españoles, y más aún, en todo el contexto de los pueblos que habitaron antes del incario.
La presencia inca e hispana, si bien menos importante, también se dio en este lugar a partir de los siglos XV-XVI. Se establecieron artesanos españoles a lo largo del Camino Real, que se mestizaron y formaron toda una red artesanal, que se extendía hasta Cotocollao y servía a la ciudad de Quito, tales como: molinos, ollas, tejas, ladrillos, cerámica en general, herramientas, utilería, mercados con especialidades, como hierbas medicinales y productos de tierra de Yumbos o Noroccidente. También se contrataba mano de obra especializada como albañiles, plomeros y peones.

## Barrios
Chaupicruz albergaba barrios heterogéneos, entre los que estaban Pinar Bajo, Pinar Alto, Colinas del Pichincha, Granda Centeno, Quito Tennis, El Bosque, Unión Nacional, La Florida y Osorio.

## Medios de transporte
El transporte terrestre en Chaupicruz fue siempre importante pues tenía dos vías que comunicaban con el norte de la República: el Camino Real y Carretas, por los que se traía los productos del norte. Desde 1950 se comenzó a trazar vías grandes, de mayor importancia, que comunicaban con el centro de Quito, desde Cotocollao.
En la parroquia se encontraba el único aeropuerto de Quito en la época, el Antiguo Mariscal Sucre, que cerró sus puertas en 2013 para trasladarse a la parroquia rural de Tababela, ocupando sus predios el parque Bicentenario.

## Avenidas principales
- Avenida Occidental (Mariscal Antonio José de Sucre)
- Avenida Teniente Edmundo Carvajal
- Avenida de La Prensa
- Avenida del Inca
- Avenida La Florida
- Avenida 10 de Agosto
- Avenida Amazonas
- Avenida Brasil
- Avenida Antonio Granda Centeno

## Comercio
En la parroquia se abrió el que en su tiempo fue el centro comercial más grande del Ecuador, Ciudad Comercial El Bosque.